# Synegia medionubis
Synegia medionubis là một loài bướm đêm trong họ Geometridae.